# Odontites hollianus
Odontites hollianus — вид рослин з родини вовчкові (Orobanchaceae), ендемік Мадейри.

## Опис
Однорічна трава заввишки 15–55 см. Стебла спрямовані вгору, розгалужені. Листки сидячі, ланцетні, зубчасті до краю, довжиною до 5 см. Китиці зазвичай верхівкові. Вінчик довжиною 10–14 мм, жовтий. Цвіте з червня по серпень.

## Поширення
Ендемік Мадейри (о. Мадейра).
Він рідко росте в районі лаврових лісів, а також трапляється на скелястих схилах центральної гірської частини острова, від 800 до 1800 м н.р.м..

## Загрози та охорона
Загрозами є збір рослин, природні катастрофи, такі як зсуви та конкуренція з екзотичними та місцевими видами.
Ця рослина перелічена в Додатку II Директиви про природне середовище.

## Галерея

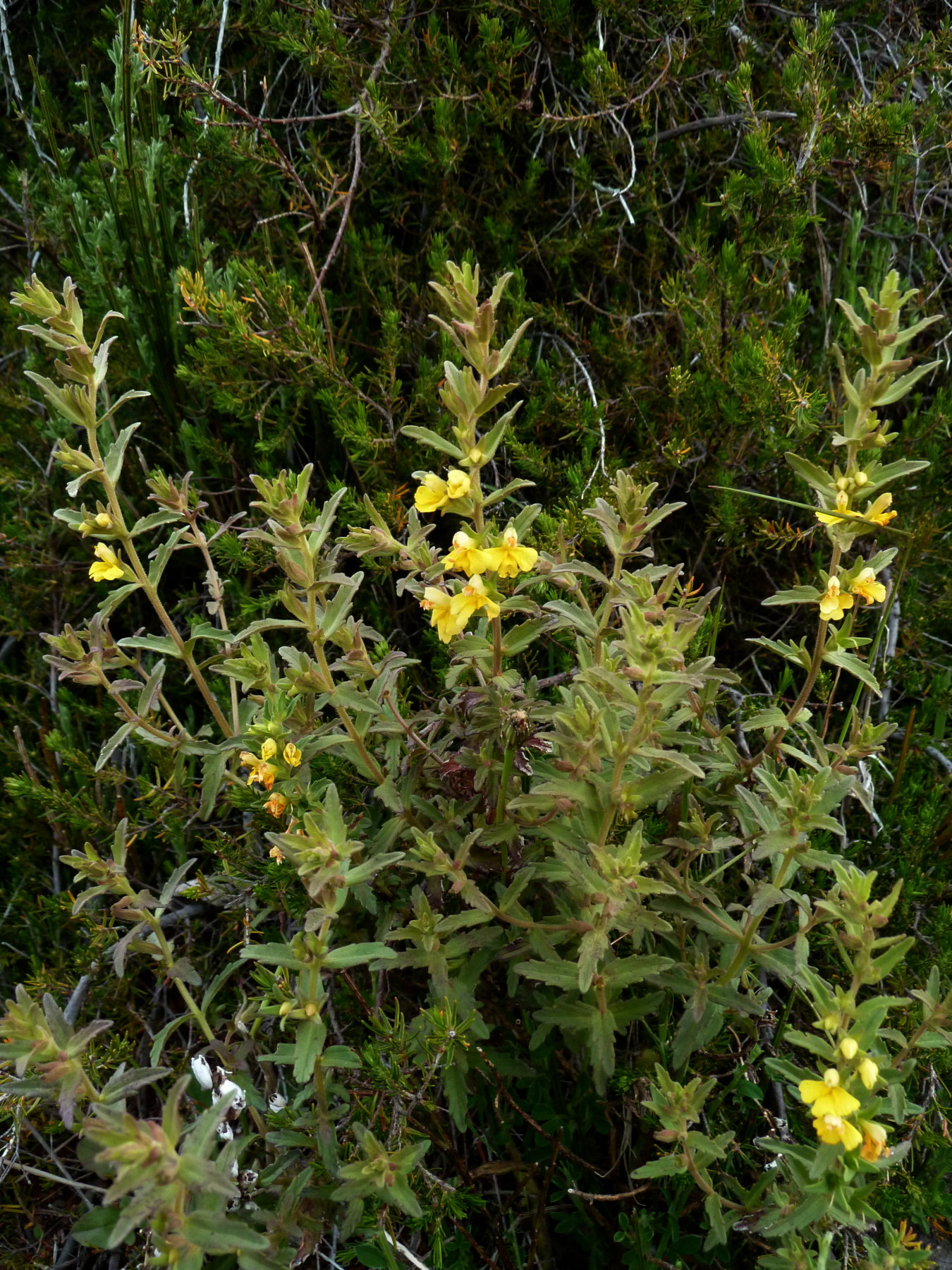
загальний вигляд